# Mas de l'Ardit
El Mas de l'Ardit és un mas situat al municipi de Granyena de Segarra a la comarca de la Segarra.